# Пілява (гміна)
Гміна Пілява (пол. Gmina Pilawa) — місько-сільська гміна у центральній Польщі. Належить до Ґарволінського повіту Мазовецького воєводства.
Станом на 31 грудня 2011 у гміні проживало 10701 особа.

## Площа
Згідно з даними за 2007 рік площа гміни становила 77.25 км², у тому числі:
- орні землі: 52.00%
- ліси: 37.00%

Таким чином, площа гміни становить 6.01% площі повіту.

## Населення
Станом на 31 грудня 2011:
| Опис     | Загалом | Загалом | Чоловіки | Чоловіки | Жінки | Жінки |
| -------- | ------- | ------- | -------- | -------- | ----- | ----- |
| одиниця  | осіб    | %       | осіб     | %        | осіб  | %     |
| все      | 10701   | 100     | 5296     | 49.49    | 5405  | 50.51 |
| міське   | 4326    | 100     | 2112     | 48.82    | 2214  | 51.18 |
| сільське | 6375    | 100     | 3184     | 49.95    | 3191  | 50.05 |

## Сусідні гміни
Гміна Пілява межує з такими гмінами: Ґарволін, Колбель, Осецьк, Парисув, Сенниця.